# シレン・モンスターズ ネットサル
『シレン・モンスターズ ネットサル』は、チュンソフト制作のゲームボーイアドバンス用として2004年4月22日に発売された育成スポーツアクションゲームである。通称ネットサル。

## 概要
もとは、チュンソフトがフットサルのゲームを作ろうということで作られたが、選手ににぎりへんげをいれたところ面白かったので、『風来のシレン』のキャラをいれた。シレンモンスターズとあるが、当の主人公であるシレンは一切登場しない。選手のことをサルカトーレ（通称サル）と呼ぶ。

## ストーリー
ある日国際ネットサル連盟MINAに一通のクラブチーム作成の要望電話がきた。プレイヤーはこのチームの監督となり、世界最強の証、コパ・デ・プラタ（銀杯）を目指す。

## 流れ
チーム育成
まず国を決めて秘書を選ぶ、秘書がサルを5匹集めてくれる。国により出てくる種族が固定されており、その中からランダムとなる。このキャンプで10か月間サルの育成をすることになる。育成方法は後述。
トップチーム
育成したサルから昇格させたいサルを選ぶ。選ばせたらチャンピオンズリーグをすることになる。レベルはサード、セカンド、トップとありトップリーグで優勝すると銀杯が手に入る。
最強への道
トップチームをさらに強くするためのシステム。戦い方は観戦のみで公式戦のチームに一定以上かつと昇格し、キャラクターの能力が上がる。

## 育成方法
1か月に練習できる数は10回で1人につき最高4回まで育成できる。こうすると10か月で40回育成するが、強くなるかは育成次第である。各種能力を上げる練習があり練習レベルは1 - 3とあり、行商人から品物を買うか、特定のチームと戦って勝つと練習レベルを上げることができる。
行商人から購入できる品物は、練習レベルを上げる設備の他、やる気を上げる、能力を上げる、特徴を追加／削除する、女の子にモテるなどのアイテムもある。

## 各種能力
各能力にはE・D・C・B・A・S・SS・☆の8段階がある。育成量が一定を超えると段階が上がる。また、爆発成長により無条件であがることもある。
スタミナ
選手の体力、ドリブル、高速移動、特殊能力、シュート、タックル、敵やアイテムの攻撃を受けると減る。アイテムを使うか、何もしないでいると回復できる。青、黄色、赤があり青のときは特殊能力やタックルを使える。黄色の状態では使えなくなり、黄色のときにセットプレーが起こると強制交代が起こる（育成では強制交代はない）。赤になると気絶し、強制交代する、交代相手がいないと、長い時間気絶する。
スピード
選手のスピードの速さ。
シュート
シュートのパワー、正確性の能力。
パス
パスのパワー、正確性。
ドリブル
敵のタックルのよけやすさ。
タックル
タックルの成功率、攻撃力。
ヘディング
ヘディング技術、ジャンプ力。
反応
リアクションの速度と反転の速さ（ドリブルターン）。
キーパー
キーパーの技術。
集中力
ポカのしにくさ、特殊能力の使用頻度。
体重
最大250kg、吹っ飛びにくさ、フィジカル、また多くてもスピードがさがることは無い。

## サルカトーレ
全18種族あり、それぞれ能力が異なる。
マムル
能力はないが、はじめから特徴「電撃に強い」「忠誠心が強い」がついている。当然のことだがこの特徴が消えることもある。真面目な性格。
チンタラ
能力はないがはじめから特徴「炎に強い」「フラフラしない」がついている。　
マーモ
ボールを持つと収納することができる。激しいタックルや気絶しない限りボールは出てこない。はじめから特徴「炎に弱い」を持っている。恋人がヘソクリを隠すことがある。
ドラゴン
火を噴くことができる。火に当たったサル（味方含む）は一定時間燃え続け、その後少しの間動かなくなる。特徴「炎に強い」があれば燃えなくなる。炎に関する必殺技を習得するためには、この種族のチームメイトが必須である。ゾウさんまくらを愛用しておりこれがないと眠れない。
にぎりへんげ
近くの敵を一定時間おにぎりにできる。おにぎりになった敵はボールを持てず、スピードが下がり、タックルもできず、また炎を食らうと焼きおにぎりになる。焼きおにぎりになると一度プレーがとまるまで試合からはずれる。これは、特徴「にぎられない」で無効化できる。弱みを握るのが好き。
オヤジ戦車
大砲を撃つことができる。発射された大砲は、その敵（目標）のところで爆発する。しかし追尾性はないので、スピードの高い選手には当たらないことがある。特徴「爆発に強い」で効かなくなる。短気な性格だが女には弱いらしい。
マルジロウ
敵を転ばす能力がある。転ばされるとアイテムも落とされGKにも有効な上封印以外対処する能力が無いため、封印よけを覚えたマルジロウは非常に強力といえる｡
パ王
敵のサルの特殊能力を一定時間封印できる。これは「封印よけ」で無効化できる。ダジャレを考えるのが好き。
タイガー・ウッホ
敵、味方問わずサルを敵に投げることができる。味方も投げるため、ダメージを食らわせてしまう恐れがあるが、そこにパスをまわしてチャンスを作ることもできる。また、この技を使うとちょっとした裏技に近いことができる。なお、一定時間サルを持っていると、逆に自分が気絶してしまう。「投げくずし」でタイガー・ウッホを逆に気絶させられる。ゴリラと呼ばれるのがコンプレックス。
死の使い
死神。ボールを持っているかどうかにかかわらず高速で移動することができる。
カラクロイド
フィールド上に2つまで爆弾を置くことができる。特徴「爆発に強い」で踏んでもダメージを受けない。カラクロイド自身ははじめから特徴「爆発に強い」を持っている。片言で話す。
ひまガッパ
ヒマに生きがいを感じるカッパ。大砲、毒草などの攻撃を投げ返すことができる。ドラゴンの炎は投げ返せない。ただし投げ返すときに多少の隙ができる。
ぬすっトド
近くのボールを奪い取り敵陣にワープする能力がある。フリーでも他のサルがキープしていてもかまわない。ただし自身がボールキープしているときは使えない。この特殊能力を防ぐ特徴は存在しない。母親離れできない性格。
ゲイズ
近くの敵に催眠術をかけ味方にすることができる。オウンゴールが多発する。キーパーと特徴「忠誠心が強い」を持つ敵には効かない。陰湿な性格で一人称は「グフフ」。
ンフー
敵から特殊能力による攻撃を受けたとき、その技を覚えて以降使うことができる。
お化け大根
当たると鈍足状態になる毒草を投げる。田舎口調であり、自分のヘアースタイルを気にしている。
ンドゥバ
ボールに変化できる。変化すると周囲の敵が自分に寄ってくる（操作不能になる）。ボールになっている間も移動でき、敵が自分に接触すると変化が解ける。特徴「フラフラしない」を持つサルには効かない。カレーが大好き。ウィールというNPCも登場する。
デブータ
敵の選手に石を投げることができる。当たった相手は一定時間気絶する。かなりホーミングするので強力。敵と味方が重なっているとたまに味方に当たってしまう。特徴「石頭」で防ぐことができる。デブラという名前の彼女に恋している。

## 必殺技
シレンモンスターズ・ネットサルには様々な必殺技があり、覚えている必殺技をSマークのついたアイテムをとることで発動可能となる。
目にも留まらぬ速さでゴールを襲う「ダンガンシュート」や、触れた相手をおにぎりにする「おにぎりシュート」などのシュート技、「爆裂ドリブル」や「イナズマドリブル」などのドリブル技、敵の体力を奪い取る「エナジードレイン」、取られた点を無効にしてしまう「時の砂」などがある。

## 秘書
育成モードでのキャンプ期間中、プレイヤーの身の回りの世話をしてくれる。キャンプの始めに5人の中から選択できる。また、それぞれ得意なキャンプ地があり（ジェニー除く）、そこでキャンプするとスカウトの際に優秀な選手を選ぶことができる。
高嶋ヒヨ
出身地日本。礼儀正しくまとも。特技は笑顔。得意なキャンプ地は過去に生活していたスペインで、地元行商人と顔見知り。潜水艦が趣味である。
ただのにぎ子
出身地はおにぎり自治区。にぎりへんげの女の子で片言の日本語で話す。特技はモンスター語がペラペラなこと。得意なキャンプ地はオランダ。趣味はおにぎり全般。彼女の名刺を見たときに監督（プレイヤー）は「…!!」となる。彼女には姉がいて、最強への道で監督を務めている。
イザベラ・マルビエーリ
出身地はイタリア。お色気フェロモンを振りまく大人の魅力を持った女性。特技はイタリアコネクション。趣味はワイン。得意なキャンプ地はイタリアで、地元有力者である父のコネクションを使ってイタリアの有力サルカトーレをスカウトできる。
おばぁ
サングラスをかけた老婆。出身地は本人曰く「忘れた」。ネットサル業界に長く携わってきたらしく、その経験と人脈の多さからかなりの業界通といわれている。趣味は指令。特技はネットサル業界通。得意なキャンプ地は南米全般。
ジェニファー・ロペヌ
元チアガールの女の子。愛称は「ジェニー」。出身地はアメリカ。いつもボンボンを持っている。常に周りを応援してくれる。彼女のみ得意なキャンプ地が無いが、代わりにやる気が低いサルを応援してやる気を最大にしてくれる。趣味はフィットネス。特技はチアリーディング。口癖は「GO! FIGHT! WIN!」。また、説明書の表紙にも描かれている。

## 称号
ある条件を満たすことで取得できる。
必殺技、ファイヤーシュート、ファイヤータックル取得で、称号「火の玉ボーイ」、体重一定値以上で、称号「おデブちゃん」、時の砂、モグラシュート取得で、称号「＊＊＊＊の卑怯者」（＊＊＊＊にはそのサルの出身地が入る）など。

## 用語
ネットサル
モンスター同士が行うサッカーに似た競技。その起源はタイガーウッホから投げつけられたマムルを怒ったドラゴンが蹴り返したことから始まったとの一説もある。
サルカトーレ
ネットサル選手のこと。略称サル。
MINA
Monster　International　Netsal　Associationの略称。黎明期、反則が多発し混沌としていたネットサル業界（曰く「今もひどいが昔はもっとひどかった」）のルール統一を図るべく、ドラゴン族のアーク・プラタが初代会長となって結成される。本拠地はジュネーブ。
ルール
現在はMINAによって秩序を保っているネットサルのルールだが、過去には審判の存在が無意味化するような無法が横行していた。また「マルムをゴールすると一点」という人権ならぬモンスター権侵害のルールも存在していた。これらの混沌とした試合秩序は、山の民（シレンシリーズの店主）と契約し審判とするなどのMINAの一連の行動で沈静化する。またMINAはその設立に際し「サルはサルを殺さない」（Sal　shal　never　kill　sal.）というフェアプレー精神を世界に呼びかけている。この言葉はネットサルの公平性の象徴でもあるイエローフラッグに刻まれ、MINA公式戦の入場などで掲げられている。他方でこういったMINAの理念・ルールに異を唱える過激なネットサル組織ブラックサルも生み出している。
コパ・デ・オロ
4年に一度開かれるネットサルのワールドカップ。各国出身者のみで構成されるナショナルチームが世界一の証であるコパ・デ・オロ（金杯）を求めて出場する。ゲーム中には登場しない。
コパ・デ・プラタ
モンスタークラブチーム世界一を決める大会。モンスターズチャンピオンリーグ。MINA初代会長アーク・プラタの名を冠す大会であり、優勝チームにはコパ・デ・プラタ（銀杯）が与えられる。
伝説の五人
過去のコパ・デ・オロで活躍した伝説的なサルカトーレ。パレ、マルドーナ、ツカイフ、オヤジカイザー、ニギティニの5人で、現在彼らはどのクラブチームにも所属せずにひっそりと余生を送っている。条件が整うと、希にスカウト選手として現れることもある。
ブラックサル
MINAの精神を快く思わない悪のネットサル組織。ブラックサル傘下チームは地球のどこかにある地下スタジアムをホームグラウンドとしてルール無用の残虐なプレイを繰り広げている。ただその実力は世界最強とも言われている。卑怯な技を使うサルが多い。ボスは「ミスターX」という名前らしい。
コスモサル
遙か銀河の彼方、宇宙スタジアムを舞台に活躍する宇宙サル達で構成されるチーム。その実力は銀河一とも言われている。条件を満たすとある強力なサルがスカウトできる。